# Ok Man
繼第一張個人專輯《倫語錄》後，新加坡歌手黃靖倫在2009年12月11日正式發行的第二張國語專輯《OK MAN》。黃靖倫在《OK MAN》繼續嘗試多元曲風，抒情悲歌、感傷小品、高音極限、搖滾、饒舌、男男對唱一一收錄在新專輯內，新專輯增加了許多中快板歌曲，突顯黃靖倫歌聲的寬廣度和包容度，比上一張專輯突顯出更多的風味。

## 曲目
1. 我的媽 (作詞：阿弟仔 / 作曲：阿弟仔 / 編曲：小王子)
  - 第一波主打, 由金曲獎製作人阿弟仔詞曲創作，黃靖倫首度嘗試輕搖滾，是首可愛逗趣，適合宣洩大聲合唱，但困難指數頗高的一首歌！
2. OK Man (作詞：吳易緯、陳天佑 / 作曲：魏文浩 / 編曲：Deark Chua)
3. 透明人 (作詞：姚若龍 / 作曲：李偉菘 / 編曲：Martin Tan)
  - 第二波主打，由情歌聖手李偉菘和姚若龍合作創作，黃靖倫以接近女聲的音域演繹，以透明音宣洩當透明人的心酸，困難度也極高!
4. 我會一直記得 (作詞：管啟源、李欣怡 / 作曲：伍家輝 / 編曲：Terence Teo)
5. 鹹魚 (作詞：阿火 / 作曲：陳海維 / 編曲：劉文仁)
6. 舊傷 (作詞：姚若龍 / 作曲：馬奕強 / 編曲：Kenn C)
7. 我們的 Show (作詞：蕭閎仁 / 作曲：蕭閎仁 / 編曲：洪敬堯)
8. 心碎雨 (作詞：伍家輝 / 作曲：伍家輝 / 編曲：Terence Teo)
9. 怎麼愛都累 (作詞：葛大為 / 作曲：李偲菘 / 編曲：Martin Tan)
10. 敵不過 (作詞：廖瑩如 / 作曲：李偲菘 / 編曲：Adam Lee)
  - 與Energy阿弟合唱

## 其他專輯
- 《倫語錄》

## 外部連結
- 華納線上音樂雜誌